# Bonintrast
Bonintrast (Zoothera terrestris) är en utdöd fågel i familjen trastar inom ordningen tättingar. Den är bara känd från fyra specimen, alla insamlade 1828 på Ogasawaraöarna i Japan. Valfångare började använda ön på 1830-talet och arten dog förmodligen ut ganska snart efter detta, förmodligen på grund av introducerade katter och råttor. När en ornitolog besökte ön 1889 gjordes ingen observation.